# Meczet Gazi Husrev-bega
Meczet Gazi Husrev-bega (meczet Gazi Husrev-bega) – zabytkowy meczet, zlokalizowany na starym mieście w Sarajewie, w pobliżu Baščaršiji.

## Historia
Należy do najlepszych architektonicznie obiektów muzułmańskiej architektury sakralnej na Bałkanach. Zrealizowany w latach 1530–1537 z inicjatywy bośniackiego władcy – Gazi Husrev-bega przez architekta Adžima Esira Aliję (głównego architekta imperium osmańskiego). Wzorował się on na rozwiązaniach ze Stambułu. Meczet po pożarze w drugiej połowie XIX wieku został odbudowany, ale prawie całkowicie został zniszczony podczas wojny w Bosni i Hercegowinie w latach 90. XX wieku. Odnowiono go z funduszy przekazanych przez Arabię Saudyjską.  

## Opis

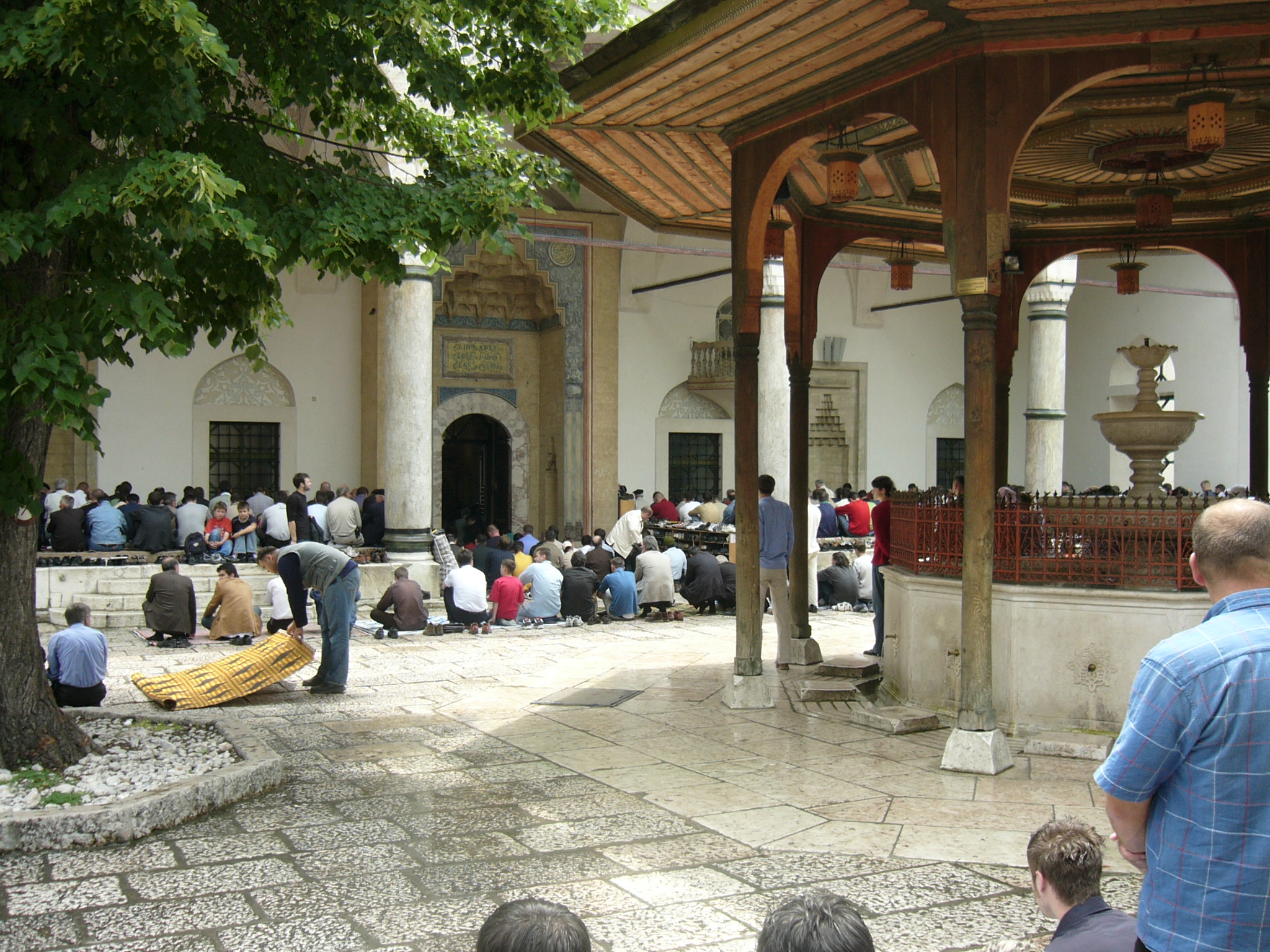
Begova džamija – podwórze i studnia šedrvan

Kopuła ma 26 m wysokości, a minaret 45 m. Ornamenty wewnętrzne pochodzą z 1886 i zostały namalowane po pożarze obiektu. Wyposażenie stanowią cenne dywany i kilimy. Przed świątynią znajduje się šedrvan – studnia z okazałą drewnianą kopułą. Obok stoją dwa turbety – wieżowe grobowce islamskie. Jeden z nich to mauzoleum Husrev-bega. Całość otoczona jest ozdobnym ogrodzeniem. Obok znajdują się liczne sklepy z dewocjonaliami i pamiątkami islamskimi.
Po drugiej stronie ulicy Sarači znajduje się Medresa Seldžukija. 